# Arboreto de Chatfield
El Arboreto de Chatfield (en inglés: The Arboretum at Chatfield también denominado como Denver Botanic Gardens at Chatfield), es un arboreto y zona preservada de 700 acres (283 hectáreas) de extensión dependiente del Jardín Botánico de Denver, que se encuentra en Littleton, Colorado, Estados Unidos. 
El código de identificación del Denver Botanic Gardens at Chatfield como miembro del "Botanic Gardens Conservation International" (BGCI), así como las siglas de su herbario es KHD.

## Localización
Para llegar, tomar la C-470 dirección oeste, a las 11.40 millas
tomar la CO-121 / en la salida de "Wadsworth Blvd. exit." mantener la izquierda para salir en la bifurcación de la rampa, entrar en "S. Wadsworth Blvd." seguir dirección sur por 1/2 de milla hasta el semáforo de "Deer Creek Canyon Road".
Torcer a la derecha y entrar en "Deer Creek Canyon Road" manejar el vehículo 1/4 de milla y encontrará el "Denver Botanic Gardens at Chatfield" a su izquierda en el "8500 Deer Creek Canyon Road".
Arboretum at Chatfield, 8500 Deer Creek Canyon Road Littleton, Jefferson County, Colorado CO 80128-6900 United States of America-Estados Unidos de América.
Planos y vistas satelitales.39°35′59″N 105°0′39″O / 39.59972, -105.01083
Se paga una tarifa de entrada por vehículo.

## Historia
El jardín botánico de Denver en Chatfield es un coto de naturaleza de gran belleza entre los prados, las charcas y los bosques galería de los álamos cottonwood a lo largo del arroyo "Deer Creek". 
Ocupa los terrenos de una antigua granja del siglo XIX, el rancho de Hildebrand, establecido por inmigrantes alemanes a Colorado. 
Se han preservado los edificios del rancho, y los niños disfrutan actualmente con las ovejas, cabras y pollos que todavía llenan la granja del rancho.

## Colecciones
El "Denver Botanic Gardens at Chatfield" (anteriormente "Chatfield Nature Preserve/Arboretum") en sus 700 acres alberga distintos tipos de hábitat, de prado, charca, humedal, arroyo, jardín seco de plantas perennes, y una muestra de plantas de la región oeste.
Hay disponible un listado de plantas y guía para su reconocimiento.
Los visitantes también pueden admirar la casa escuela de una sola habitación del 1870 y la granja histórica restaurada donde se puede experimetar el contacto con los animales en vivo que criaban.

## Actividades
- "The World Music Festival" tiene lugar cada verano en Chatfield como parte de la serie de conciertos del jardín botánico de Denver.
- En el tiempo de Halloween, se celebra el "Chatfield Corn Maze" (El laberinto del maíz de Chatfield) donde cada año se intenta asustar a las familias visitantes de un modo divertido.
- "Pumpkin Festival", Festival anual de la Calabaza.